# Межиріччя (Шептицький район)
Межи́річчя (до 1940 — Пархач, згодом  Шевченкове) — село в Україні, у Шептицькому районі Львівської області. Населення становить 1087 осіб.

## Історія
Споконвіку село називалось Пархач. Село детально описане в королівській люстрації 1565 р., вже була церква.
На 01.01.1939 у селі проживало 1830 мешканців (1440 українців-грекокатоликів, 140 українців-римокатоликів, 70 поляків, 120 польських колоністів міжвоєнного періоду у присілку Грушів і 60 євреїв)
1940 радянська окупаційна адміністрація перейменувала його на Шевченкове одночасно перетворивши село на центр Шевченківського району. Однак сам район проіснував недовго.

## Населення

### Мова
Розподіл населення за рідною мовою за даними перепису 2001 року:
| Мова            | Кількість | Відсоток |
| --------------- | --------- | -------- |
| українська      | 1079      | 99.26%   |
| російська       | 7         | 0.64%    |
| інші/не вказали | 1         | 0.10%    |
| Усього          | 1087      | 100%     |

## Церква
На території села Межиріччя діє Українська греко-католицька церква святого Василія Великого.
Храм св. Василія був збудований у 1886 р.
У 1933 році село відвідав і відправив Святу Літургію Кир Андрей Шептицький.
Під час підпілля на цій парафії проживали отці василіяни: Мар'ян Чорнега, Дам'ян Богун, Єронім Тимчук, Йосиф Кушнір.
Офіційно церква була закрита з березня 1946 року. Але людей у селі аж до 90-х років підпільно хрестили, вінчали, сповідали греко-католицькі священики — василіяни.
У 1962 році члени партійного осередку остаточно закрили церкву, зробили з неї склад, а церковні речі забрали до клубу в с. Сілець. Частину речей мешканці Межиріччя забрали вночі у своє село і поховали по хатах. У цей час нараховувалось 1437 греко-католиків. Кожну неділю відправлялись Служби Божі в каплиці на цвинтарі або по хатах.
Сьогодні можемо подивляти героїчну відданість та вірність Христові та Його Церкві отців, братів, сестер та мирян у часи переслідування Церкви.
На даний час при парафії св. Василія Великого організовано три хори: старший, молодіжний та дитячий. Також засновані братства: «Апостольство Молитви» та Матері у Молитві. Регулярно проводяться катехизи та зустрічі для дітей та молоді.
Розклад богослужінь: Неділя, 10.00, Св. Літургія.

## Відомі люди
- Скрутень Іван Йосафат ЧСВВ — церковний діяч, василіянин, історик Церкви, визначний проповідник, дійсний член НТШ, народився у селі.
- Порфирій Луцик ЧСВВ — церковний діяч, василіянин, в'язень ГУЛАГ СССР.
- Владислав Желенський — польський правник, прокурор, адвокат. Представник сторони звинувачення на Варшавському процесі ОУН у справі про страту за вироком Революційного трибуналу ОУН міністра внутрішніх справ Польщі Броніслава Пєрацького.
- Теленько Володимир Михайлович — старший солдат Збройних сил України. Нагороджений орденом «За мужність» III ступеня.
- Тимотей Гавалко-«Шепель» — старший булавний УПА, заступник командира підвідділу «Галайда 2», один із найбільш помітних повстанців, які діяли на Грубешівщині та Підляшші.[5]
- Канюк Юрій Михайлович (1994—2024) — український письменник, богослов, солдат Збройних сил України.

## Політика
На виборах Президента України 31 березня 2019 року кількість виборців які зяли участь у голосуванні склала 563 людини.
- Найбільшу підтримку здобула Юлія Тимошенко 231 голос .
- Анатолій Гриценко 111 .
- Петро  Порошенко 81 .
- Володимир Зеленський 43.
- Ігор Смешко 43.
- Руслан Кошулинський 25.
- Олег Ляшко 6.

У  другому турі 21 квітня 2019 року кількість виборців які зяли участь у голосуванні склала 532 людини.
- Володимир Зеленський 286.
- Петро  Порошенко 229.